# The Olympics
The Olympics foram um grupo norte-americano de doo-wop, formado em 1957 pelo cantor Walter Ward (28 de agosto de 1940 - 11 de dezembro de 2006). O grupo incluiu Eddie Lewis (tenor, primo de Ward), Charles Fizer (tenor), Walter Hammond (barítono) e Melvin King (baixo) e com exceção de Lewis eram amigos de escola em Los Angeles, Califórnia.

## História
Sua primeira gravação foi creditada a Walter Ward and the Challengers ("I Can Tell" pela Melatone Records).
Após a mudança de nome, eles gravaram "Western Movies" (Demon Records) no verão de 1958. Co-escrito por Fred Smith e Goldsmith Cliff, "Western Movies" alcançou a oitava posição no Billboard Hot 100. A música reflete a preocupação da nação com os filmes e programas de televisão com temática do faroeste. Ele contou a história de um homem que perdeu sua namorada para seriados de faroeste, e incluiu harmonias doo-wop bem como efeitos sonoros de fundo de tiros e ricochete.
Em 1960, o grupo gravou "(Baby) Hully Gully", que iniciou a onda da dança hully gully. "Big Boy Pete", que o grupo também lançou em 1960, serviu como inspiração para "Jolly Green Giant" dos The Kingsmen. Ao longo dos próximos dez anos o The Olympics gravou canções R&B, muitas vezes sobre danças populares na época.
O The Rascals posteriormente gravou um cover da sua canção "Good Lovin'", e alcançou a primeira posição no Hot 100 dos Estados Unidos.
Charles Fizer foi baleado e morto durante os distúrbios de Watts, em 1965. Pouco tempo depois, Melvin King deixou o grupo depois que sua irmã morrer em um disparo acidental. O grupo renovado continuou a gravar no início dos anos 1970, mas foram incapazes de alcançar sucesso nas paradas populares depois de meados dos anos 1960. O grupo continuou a se apresentar no circuito oldies nos Estados Unidos e em outros países.

## Discografia

### Singles
- "Western Movies" (1958) #8; UK #12[2]
- "(I Wanna) Dance with the Teacher" (1958) #71
- "Private Eye" (1959) #95
- "(Baby) Hully Gully" (1960) #72
- "Big Boy Pete" (1960) #50
- "Shimmy Like Kate" (1960) #42; UK #40[2]
- "Dance by the Light of the Moon" (1960) #47
- "Dooley" (1961) #94
- "Little Pedro" (1961) #76
- "The Bounce" (1963) #40
- "Good Lovin'" (1965) #81